# Euphorbia schmitzii
Euphorbia schmitzii es una especie fanerógama perteneciente a la familia de las euforbiáceas. Es endémica de Zaire.

## Descripción
Es una planta perenne, enana, con numerosas ramas cortas suculentas, espinosas que derivan de un tubérculo leñoso de forma irregular con una raíz cónica larga.

## Ecología
Se encuentra en la parte superior de las rocas, en las colinas boscosas, registrada como  abundante. Solo se conoce  la especie recopilada en 1958. Es un miembro del complejo formado  Euphorbia brevis, Euphorbia imitata y Euphorbia decidua.

## Taxonomía
Euphorbia schmitzii fue descrita por Leslie Charles Leach y publicado en Bulletin du Jardin Botanique National de Belgique 46: 248. 1976.
Etimología
Euphorbia: nombre genérico que deriva del médico griego del rey Juba II de Mauritania (52 a 50 a. C. - 23), Euphorbus, en su honor – o en alusión a su gran vientre –  ya que usaba médicamente Euphorbia resinifera. En 1753 Carlos Linneo asignó el nombre a todo el género.
schmitzii: epíteto otorgado en honor del botánico inglés Alan Radcliffe-Smith (1938 - 2007), del Jardín Botánico de Kew especialista en las euforbiáceas y autor de Genera Euphorbiacearum y Flora of Tropical East Africa. Euphorbiaceae.